# Issum
Issum település Németországban, azon belül Észak-Rajna-Vesztfália tartományban. Lakosainak száma 12 391 fő (2023. december 31.).

## Népesség
A település népességének változása:
| Lakosok száma | 9152 | 11 966 | 11 937 | 12 201 | 12 364 | 12 391 |
|               | 1975 | 2017   | 2019   | 2021   | 2022   | 2023   |